# Campeonato Brasileiro Série A 1989
In 1989 werd de 33ste editie van het Campeonato Brasileiro Série A gespeeld, de hoogste voetbalcompetitie in Brazilië. De competitie werd gespeeld van 6 september tot 16 december. Vasco da Gama werd landskampioen.

## Format
Er namen 22 teams deel aan het kampioenschap. In de eerste fase werden de clubs verdeeld over twee groepen van elf. De top acht plaatste zich voor de tweede fase, de drie laatste in de stand speelden het degradatietoernooi. De zestien overblijvende teams werden in de tweede fase over twee groepen verdeeld. De clubs uit groep A speelden tegen de clubs uit groep B, de punten uit de eerste fase telden mee in de totaalstand. De winnaar van elke groep plaatste zich voor de finale om de landstitel.
De clubs die aan het degradatietoernooi deelnamen speelden twee keer tegen elkaar, de laatste vier degradeerden.

## Eerste fase

### Groep A
| Plaats | Club                | Wed. | W | G | V | Saldo | Ptn. |
| ------ | ------------------- | ---- | - | - | - | ----- | ---- |
| 1.     | Corinthians         | 10   | 6 | 2 | 2 | 11:6  | 14   |
| 2.     | Botafogo            | 10   | 4 | 3 | 3 | 10:8  | 11   |
| 3.     | Atlético Mineiro    | 10   | 3 | 5 | 2 | 13:8  | 11   |
| 4.     | Náutico             | 10   | 4 | 2 | 4 | 16:16 | 10   |
| 5.     | Inter de Limeira    | 10   | 3 | 4 | 3 | 8:8   | 10   |
| 6.     | Flamengo            | 10   | 3 | 4 | 3 | 6:7   | 10   |
| 7.     | São Paulo           | 10   | 2 | 6 | 2 | 11:11 | 10   |
| 8.     | Internacional       | 10   | 3 | 3 | 4 | 6:6   | 9    |
| 9.     | Guarani             | 10   | 3 | 3 | 4 | 7:8   | 9    |
| 10.    | Atlético Paranaense | 10   | 2 | 5 | 3 | 9:10  | 9    |
| 11.    | Vitória             | 10   | 2 | 3 | 5 | 4:13  | 7    |

|  | Geplaatst voor tweede fase |
|  | Naar degradatietoernooi    |

### Groep B
| Plaats | Club            | Wed. | W | G | V | Saldo | Ptn. |
| ------ | --------------- | ---- | - | - | - | ----- | ---- |
| 1.     | Palmeiras       | 10   | 6 | 2 | 2 | 13:5  | 14   |
| 2.     | Vasco da Gama   | 10   | 5 | 4 | 1 | 14:7  | 14   |
| 3.     | Portuguesa      | 10   | 3 | 5 | 2 | 12:7  | 11   |
| 4.     | Grêmio          | 10   | 4 | 2 | 4 | 11:11 | 10   |
| 5.     | Goiás           | 10   | 4 | 2 | 4 | 10:12 | 10   |
| 6.     | Fluminense      | 10   | 4 | 2 | 4 | 9:10  | 10   |
| 7.     | Cruzeiro        | 10   | 3 | 4 | 3 | 8:8   | 10   |
| 8.     | Santos          | 10   | 2 | 5 | 3 | 6:7   | 9    |
| 9.     | Sport do Recife | 10   | 3 | 2 | 5 | 9:12  | 8    |
| 10.    | Bahia           | 10   | 1 | 3 | 6 | 9:17  | 5    |
| 11.    | Coritiba (1)    | 10   | 3 | 3 | 4 | 10:15 | 4    |

 (1): Coritiba kreeg vijf strafpunten omdat het een niet-speelgerechtigde speler opstelde
|  | Geplaatst voor tweede fase |
|  | Naar degradatietoernooi    |

## Tweede fase

### Groep A
| Plaats | Club             | Wed. | W | G | V | Saldo | Ptn. |
| ------ | ---------------- | ---- | - | - | - | ----- | ---- |
| 1.     | São Paulo        | 18   | 7 | 9 | 2 | 25:15 | 23   |
| 2.     | Botafogo         | 18   | 9 | 4 | 5 | 20:16 | 22   |
| 3.     | Corinthians      | 18   | 8 | 5 | 5 | 15:13 | 21   |
| 4.     | Atlético Mineiro | 18   | 6 | 7 | 5 | 21:13 | 19   |
| 5.     | Flamengo         | 18   | 6 | 7 | 5 | 16:13 | 19   |
| 6.     | Náutico          | 18   | 5 | 5 | 8 | 27:34 | 15   |
| 7.     | Inter de Limeira | 18   | 4 | 7 | 7 | 13:19 | 15   |
| 8.     | Internacional    | 18   | 4 | 5 | 9 | 14:19 | 13   |

|  | Geplaatst voor finale |

### Groep B
| Plaats | Club          | Wed. | W | G | V | Saldo | Ptn. |
| ------ | ------------- | ---- | - | - | - | ----- | ---- |
| 1.     | Vasco da Gama | 18   | 8 | 8 | 2 | 26:16 | 24   |
| 2.     | Cruzeiro      | 18   | 9 | 5 | 4 | 23:14 | 23   |
| 3.     | Palmeiras     | 18   | 8 | 6 | 4 | 21:13 | 22   |
| 4.     | Portuguesa    | 18   | 7 | 6 | 5 | 21:13 | 20   |
| 5.     | Goiás         | 18   | 6 | 6 | 6 | 17:21 | 18   |
| 6.     | Grêmio        | 18   | 6 | 5 | 7 | 19:19 | 17   |
| 7.     | Santos        | 18   | 5 | 6 | 7 | 13:16 | 16   |
| 8.     | Fluminense    | 18   | 5 | 4 | 9 | 15:25 | 14   |

|  | Geplaatst voor finale |

## Degradatietoernooi
| Plaats | Club                | Wed. | W | G | V | Saldo | Ptn. |
| ------ | ------------------- | ---- | - | - | - | ----- | ---- |
| 1.     | Vitória             | 8    | 4 | 2 | 2 | 10:7  | 10   |
| 2.     | Bahia               | 8    | 3 | 4 | 1 | 6:5   | 10   |
| 3.     | Atlético Paranaense | 8    | 2 | 6 | 0 | 9:3   | 10   |
| 4.     | Guarani             | 8    | 2 | 3 | 3 | 8:10  | 7    |
| 5.     | Sport do Recife     | 8    | 0 | 3 | 5 | 3:11  | 3    |

|  | Degradatie naar Série B |

## Finale
|                    |           |            |               |                                                    |
| 16 december Finale | São Paulo | 0 – 1      | Vasco da Gama | Estádio do Morumbi, São Paulo Toeschouwers: 71.552 |
| 16 december Finale |           | 50' Sorato |               | Estádio do Morumbi, São Paulo Toeschouwers: 71.552 |

### Kampioen
| Campeonato Brasileiro Série A de 1989 |
| Rio de Janeiro                        |
| ------------------------------------- |
| VASCO DA GAMA Kampioen (2° titel)     |